# Le Theil (Orne)
Le Theil (auch: Theil-sur-Huisne) ist eine Ortschaft und eine Commune déléguée in der französischen Gemeinde Val-au-Perche mit 1.585 Einwohnern (Stand: 1. Januar 2022) im Département Orne in der Region Normandie.

## Lage
Der Ort Le Theil liegt am südlichen Rand der Normandie am Fluss Huisne in einer Höhe von ca. 100 m. Das Klima ist in hohem Maße vom Meer beeinflusst und deshalb nahezu frostfrei; Regen (ca. 660 mm/Jahr) fällt verteilt übers ganze Jahr.

## Bevölkerungsentwicklung
| Jahr                       | 1962 | 1968 | 1975 | 1982 | 1990 | 1999 | 2011 | 2020 |
| -------------------------- | ---- | ---- | ---- | ---- | ---- | ---- | ---- | ---- |
| Einwohner                  | 1066 | 1207 | 1465 | 1597 | 1836 | 1919 | 1816 | 1620 |
| Quellen: Cassini und INSEE |      |      |      |      |      |      |      |      |

Das Bevölkerungswachstum des Ortes ist im Wesentlichen in der Ansiedlung kleinerer Handwerks- und Industriebetriebe sowie im zunehmenden Tourismus, d. h. in der Vermietung von Ferienwohnungen (gîtes) begründet.

## Wirtschaft
In früheren Jahrhunderten lebte die Bevölkerung weitgehend als Selbstversorger von der Feld- und Weidewirtschaft; Gemüse und Kleinvieh wurden in den hauseigenen Gärten gezüchtet. Im 19. Jahrhundert entstanden der Bahnhof an der Bahnstrecke Paris–Brest und die Usine Abadie – eine Zigarettenpapier-Fabrik; letztere wurde im Jahr 1975 geschlossen.

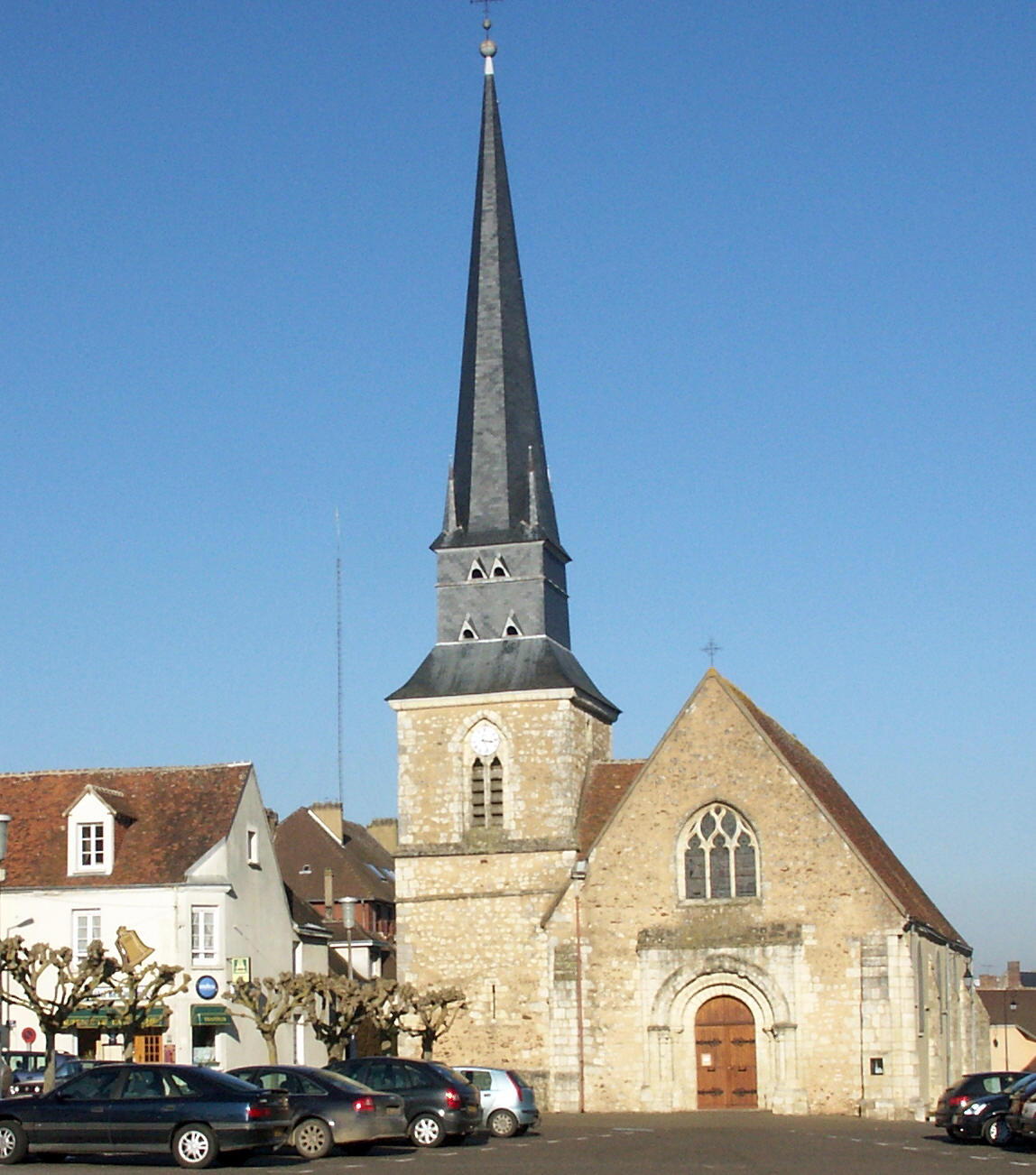
Kirche Notre-Dame

## Geschichte
Le Theil existierte bereits im Mittelalter und hatte eine Burg. Während des Hundertjährigen Krieges, d. h. im Jahr 1428 wurden Burg und Ort von den Soldaten des Earl of Salisbury belagert und größtenteils zerstört. Der Wiederaufbau der Kirche lag in den Händen des örtlichen Grundherrn (seigneur), Herzog Johann II. von Alençon, des Kampfgefährten und Fürsprechers von Jeanne d’Arc.
Mit Wirkung vom 1. Januar 2016 wurden die bisherigen Gemeinden Gémages, L’Hermitière, Mâle, La Rouge, Saint-Agnan-sur-Erre und Le Theil zu einer Commune nouvelle mit dem Namen Val-au-Perche zusammengeschlossen und verfügen in der neuen Gemeinde über den Status einer Commune déléguée. Der Verwaltungssitz befindet sich im Ort Le Theil.

## Sehenswürdigkeiten
- Das romanische Portal der Église Notre-Dame-de-l’Assomption stammt noch aus dem 12. Jahrhundert; im Jahr 1428 zerstört, wurde sie in den Jahren nach 1450 in spätgotischem Stil wieder aufgebaut und um ein Seitenschiff auf der Nordseite sowie einen Glockenturm mit steil aufragendem Spitzhelm erweitert. Das Kirchenschiff wird von einer gewölbten Holzdecke mit Zugankern überspannt; das Seitenschiff hat ein Rippengewölbe. Alle Bauteile wurden im 19. Jahrhundert restauriert bzw. überarbeitet. Die Kirche ist seit 1975 als Monument historique anerkannt.[4]
- Von der im 19. Jahrhundert erbauten Papierfabrik Abadie stehen nur noch Ruinen.

## Persönlichkeiten
- René Mazzia (1938–2012), Autorennfahrer